# تادانوری کوشینو
تادانوری کوشینو (انگلیسی: Tadanori Koshino؛ زادهٔ ۱۹۶۶) جودوکار اهل ژاپن بود.
وی در مسابقات کشوری و بین‌المللی در مجموع برندهٔ ۳ مدال طلا، ۱ مدال نقره، ۱ مدال برنز شده‌است.